# Rigny-la-Nonneuse
Rigny-la-Nonneuse é uma comuna francesa na região administrativa de Grande Leste, no departamento de Aube. Estende-se por uma área de 18,19 km². Em 2010 a comuna tinha 168 habitantes (densidade: 9,2 hab./km²).